# USS Alden (1919)
De USS Alden was een torpedobootjager van de Clemsonklasse, die dienst deed bij de Amerikaanse marine van 1919 tot 1945.

## Ontwerp
De Alden beschikte over meerdere  turbines die twee schroeven aandreven. Dit leverde een machinevermogen van 19.504 kW op. Op volle kracht kon het schip een snelheid halen van 35 knopen, wat omgerekend circa 65 kilometer per uur is. Als het schip een snelheid van 15 knopen aanhield, kon het 9.100 kilometer varen.
De Alden was een normaal bewapende torpedobootjager; haar hoofdbewapening bestond uit vier 102 mm kanonnen en haar secundaire bewapening uit een enkel 76 mm kanon. Het schip beschikte over 12 torpedobuizen van kaliber 533 mm.

## Dienst tijdens de Tweede Wereldoorlog

### 1942

#### Slag in de Javazee
Op 27 februari 1942 maakte Alden deel uit van het ABDA eskader, geleid door de Nederlander Karel Doorman. Later die dag ging het eskader de strijd aan met de Japanse Keizerlijke marine in de Javazee, wat later bekend werd als de Slag in de Javazee. Toen een van de zware kruisers van het eskader, HMS Exeter, zwaar geraakt werd, legde Alden samen met HMAS Perth een rookgordijn om Exeter te dekken. Om 18:22 orderde Karel Doorman dat alle torpedobootjagers van het eskader een torpedo aanval moesten uitvoeren, zo ook Alden. Om 18:27 werden torpedo's afgeschoten, geen van allen raakte. Even later werden de torpedobootjagers bevolen om zich terug te trekken. De komende dagen wist Alden als een van de weinige van het ABDA eskader Nederlands-Indië te ontvluchten.

### 1943
In 1943 voerde de Alden verschillende escortes uit. Geen enkele escorte leverde 'problemen' op, de Alden kwam geen vijandige schepen tegen.

### 1944
Op 5 januari 1944 kwam Alden samen met haar anti-onderzeeboot flottielje in Noord-Afrikaanse wateren twee Duitse U-boten tegen die radar apparatuur aan het overladen waren. Voordat de schepen konden duiken, bracht de Alden U-544 tot zinken.
Van 16 februari tot 12 maart was de Alden in Boston voor reparaties en modificaties. De rest van het jaar voerde de Alden enkele escortes uit en moest het diverse malen terugkeren naar de scheepswerf voor reparaties.

### 1945
Op 31 januari 1945 kwam de Alden in aanvaring met de USS Hayter. Hierdoor moest de Alden tot 28 februari gerepareerd worden. Voor de rest van de oorlog voerde de Alden enkele lokale escortes uit. Op 13 juni vertrok het schip naar de Philadelphia Naval Shipard.

## Uit dienst
De Alden bereikte Philadelphia Naval Shipyard op 15 juni 1945 en werd daar ontmanteld. Op 15 juli werd het schip verkocht voor schroot.